# Алёшино (Касимовский район)
Алёшино — деревня в Касимовском районе Рязанской области России. Входит в Булгаковское сельское поселение.

## Географическое положение
Деревня Алёшино расположена примерно в 7 км к северу от центра города Касимова на реке Макарье (Макарьевка). Ближайшие населённые пункты — деревня Антоново к северу, деревня Царицыно к востоку, деревня Кауровка к югу и деревня Земское к западу.

## История
Деревня впервые упоминается в XVIII веке. В 1905 году деревня Алёшино относилась к Сынтульской волости Касимовского уезда и имела 98 дворов при численности населения 621 чел.
Во второй половине XX века к деревне Алёшино, располагавшейся изначально на правом берегу реки Макарьевка, была присоединена деревня Тебеньково, располагавшаяся напротив неё по левому берегу Макарьевки.

## Население
| 1859 | 1906 | 2010 |
| ---- | ---- | ---- |
| 465  | ↗621 | ↘306 |

## Транспорт и связь
Через деревню проходит асфальтированная дорога. Имеется регулярное автобусное сообщение с районным центром.
В деревне Алёшино имеется одноимённое сельское отделение почтовой связи (индекс 391336).
Деревня входит в зону покрытия сотовых операторов Билайн, МТС, МегаФон и Tele2.